# Apófisis clinoides anterior
En el hueso esfenoides, el borde posterior, liso y redondeado, se recibe en la fisura lateral del cerebro; el extremo medial de este borde forma el proceso clinoide anterior, que se adhiere al tentorium cerebelli; a veces se une al proceso clinoide medio por una espícula de hueso, y cuando esto ocurre, la terminación del surco para el interior La arteria carótida se convierte en un foramen (carotico-clinoide).
Ligamento petroclinoide
El ligamento petroclinoide es un pliegue de la duramadre. Se extiende entre el proceso clinoide posterior y el proceso clinoide anterior y la parte petrosa del hueso temporal del cráneo.